# Toxosiphon lindenii
Toxosiphon lindenii är en vinruteväxtart som beskrevs av Henri Ernest Baillon. Toxosiphon lindenii ingår i släktet Toxosiphon och familjen vinruteväxter. Inga underarter finns listade i Catalogue of Life.